# 维氏马先蒿
维氏马先蒿（学名：Pedicularis vialii）为列当科马先蒿属的植物。分布在缅甸以及中国大陆的西藏、四川、云南等地，生长于海拔2,700米至4,300米的地区，常生长在针叶林下和草坡中，目前尚未由人工引种栽培。